# Rue de Villersexel
Rue de Villersexel är en gata i Quartier Saint-Thomas-d'Aquin i Paris sjunde arrondissement. Gatan är uppkallad till minne av slaget om Villersexel år 1871. Rue de Villersexel börjar vid Rue de l'Université 53 och slutar vid Boulevard Saint-Germain 252 bis.

## Omgivningar
- Sainte-Clotilde
- Musée d'Orsay
- Square Samuel-Rousseau
- Passage de la Visitation
- Rue de Poitiers

## Bilder
| - Gatuskylt. - Sainte-Clotilde. - Square Samuel-Rousseau. |

## Kommunikationer
- Tunnelbana – linje  – Solférino
- Busshållplats Solférino – Bellechasse – Paris bussnät

### Webbkällor
- ”Rue de Villersexel”. Mairie de Paris. https://web.archive.org/web/20160303214640/http://www.v2asp.paris.fr/commun/v2asp/v2/nomenclature_voies/Voieactu/9814.nom.htm. Läst 8 november 2023.
- ”Rue de Villersexel (7ème arrondissement)”. Les rues de Paris. https://web.archive.org/web/20160409061554/http://www.parisrues.com/rues07/paris-07-rue-de-villersexel.html. Läst 8 november 2023.